# Тимоховка (Горецкий район)
Тимо́ховка (бел. Цімохаўка) — деревня в составе Овсянковского сельсовета Горецкого района Могилёвской области Республики Беларусь.

## История
Упоминается в 1643 году как застенок Тимоховцы в Басейском войтовстве Шкловской волости в Оршанском повете Великого Княжества Литовского.

## Население
- 1999 год — 58 человек
- 2010 год — 35 человек